# 1D WORLD JAPAN
ワンディー・ワールド・ジャパン（1D WORLD JAPAN）は、イギリスの歌手グループ、ワン・ダイレクションのオフィシャル・ストアである。

## 概要

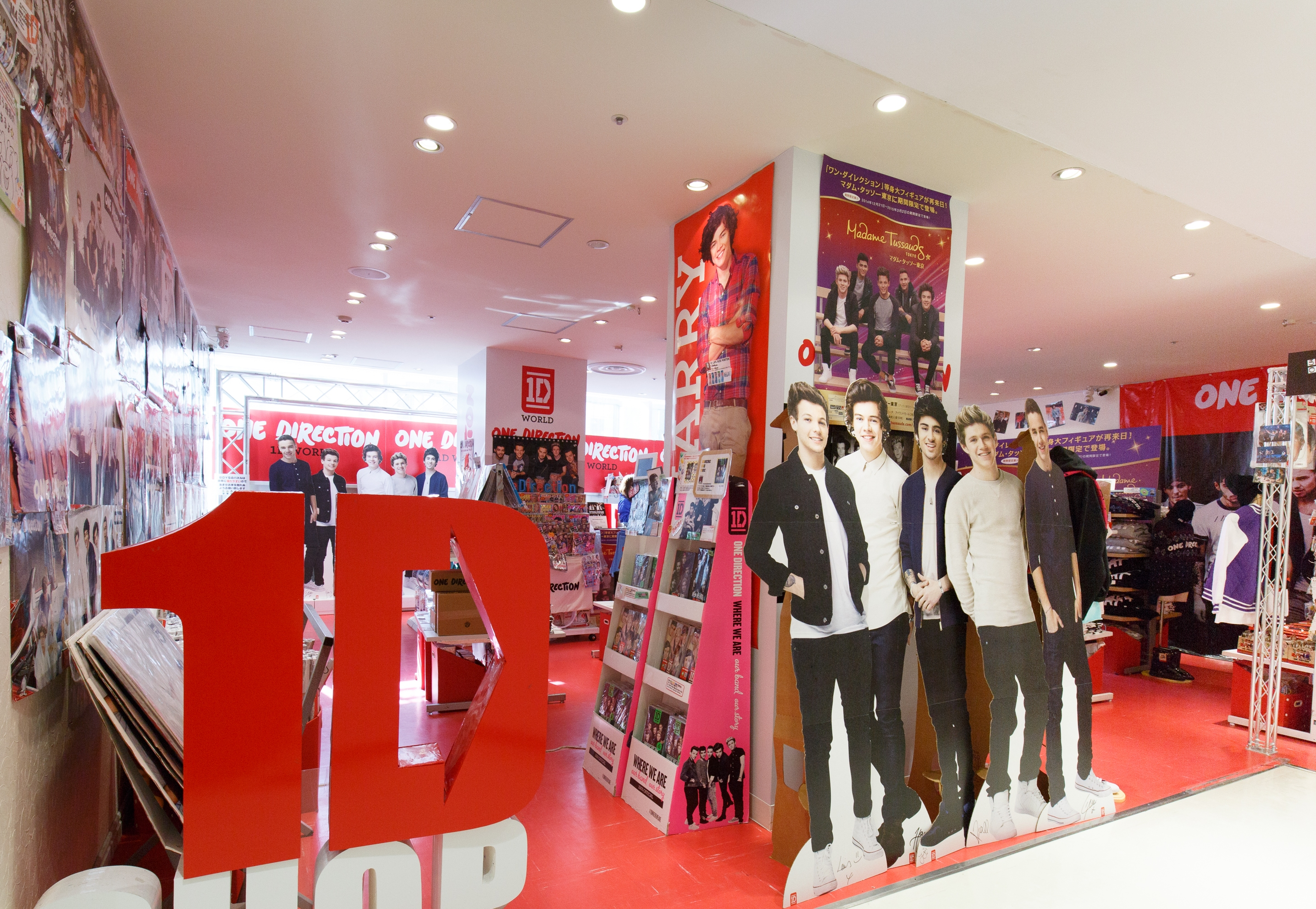
One Direction Official Store 1D WORLD Tokyo

1D WORLD JAPANは期間限定のイベント・ストアとして運営され、販売形態もコンサート会場での販売方式（商品見本を壁に貼り付け、その番号をレジに伝えて商品を渡してもらう方式）がとられていた。オーストラリアでは2012年12月から2013年1月にかけてROAD TRIP STOREというトラックを店舗とした移動販売をオーストラリア全土を回っていた。
日本においては、2014年2月8日東京の渋谷パルコパート3と大阪のNU茶屋町に2店舗を同時オープンした。販売方式は他国と異なり、客が商品を手に取れる通常のショップ形式となっている。

## 各国の1D WORLD

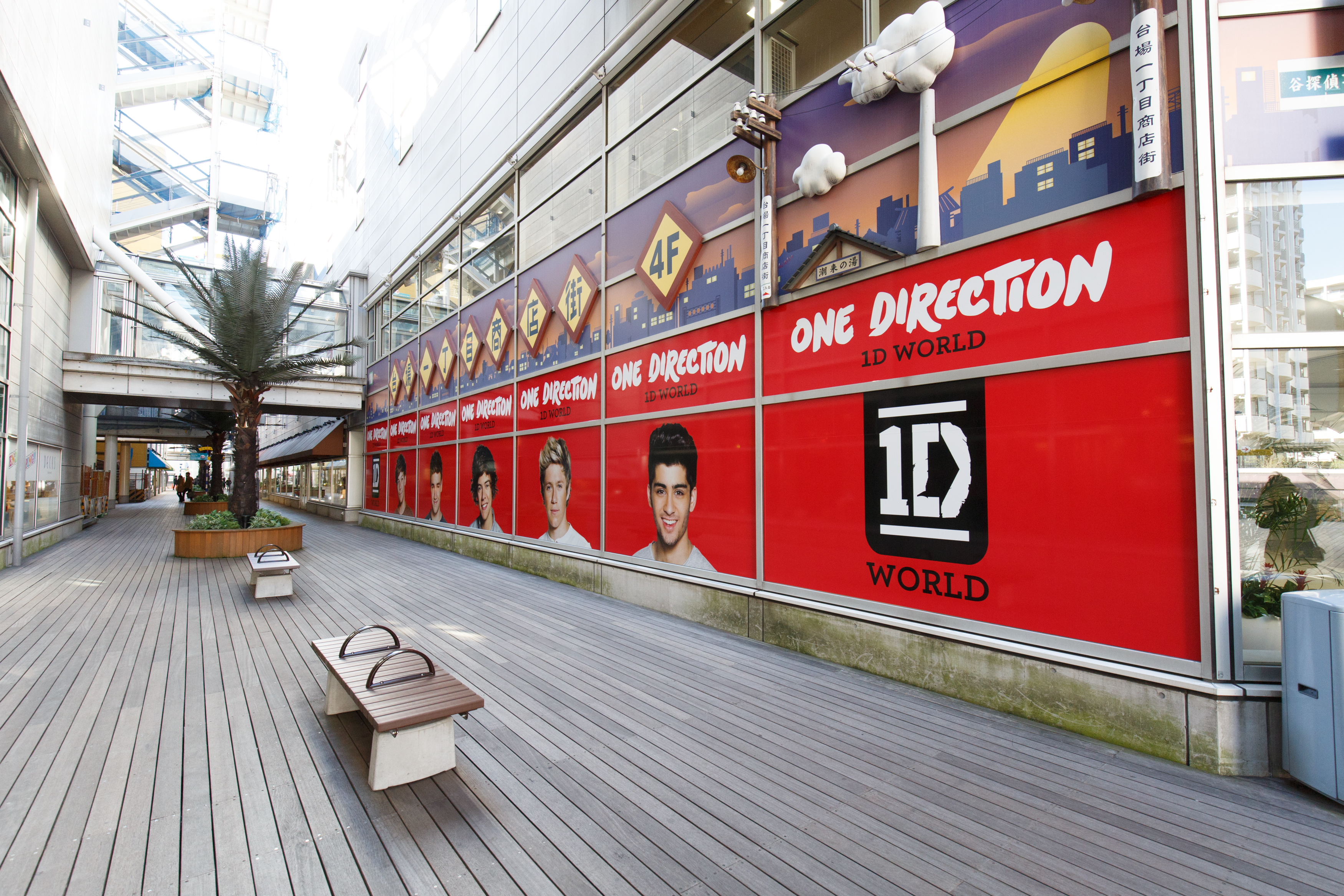
2015年1/31～2/15までオープンしている1D WORLD Pop Up Shopデックス東京ビーチ・お台場店

アメリカ1D WORLD
2012年8月　シカゴ
2012年11月　ニューヨーク
2013年3月　ミネアポリス
2013年4月　ボストン
2013年5月　フェニックス
イギリス1D WORLD
2013年3月　リーズ
ヨーロッパ1D WORLD
2012年2月　ストックホルム
2012年8月　バルセロナ
2013年5月　マドリード
2013年5月　ミラノ
2013年5月　オスロ
オーストラリア1D WORLD
2012年4月　シドニー
2012年5月　メルボルン
2012年6月　ブリスベン
2012年7月　パース
2012年9月　ロイヤルショー
2012年12月　シドニー
2012年12月　アデレード
2012年12月-2013年1月　オーストラリア全土で移動販売
日本1D WORLD
2014年2月- 東京（2016年4月10日より休店中）
2014年2月　大阪 2014年2月8日 - 2015年3月29日
2014年3月　広島、2014年3月18日 - 3月24日
2014年4月　名古屋、2014年4月4日 - 4月20日
2014年4月　福岡、2014年4月10日 - 4月21日
2014年4月　札幌、2014年4月25日 - 5月12日
2014年8月　熊本、2014年8月8日 - 8月17日
2014年10月　静岡、2014年10月24日 - 11月3日
2014年12月　仙台、2014年12月12日 - 12月24日
2014年12月　豊橋、2014年12月25日 - 2015年1月6日
2015年1月　東京・お台場　2015年1月31日 - 2月15日
2015年2月  大阪・あべの  2015年2月19日 - 2月25日
アフリカ1D WORLD
2014年　3月-4月　ヨハネスブルグ
メキシコ1D WORLD
2014年11月　メキシコシティ　2014年11月27日 - 12月24日
チリ1D WORLD
2014年11月　サンティアゴ　2014年11月27日 - 12月24日
フィリピン1D WORLD
2014年12月　マニラ　2014年12月16日 - 2015年2月28日

## フレグランス
- 2013年8月にイギリスで発売されたフレグランスOur Momenはイギリスにおいてフレグランス大賞2013を受賞した[2]。男性ミュージシャンではジャスティン・ビーバーがフレグランスを発売しているが、男性ミュージシャンでフレグランス大賞を受賞したのはワン・ダイレクションが初めてである。日本においても第5回日本フレグランス大賞（2014年）でパブリック賞を受賞している。
- 2014年4月に第2弾フレグランスThat Momentがイギリスで発売され、日本発売は2014年10月と発表された。Our Momen・That Momentともに1D WORLD JAPANで先行発売会が実施されている。
- 2014年8月に第3弾フレグランスYOU & Iがイギリスで発売された[3]。日本での発売は公式には発表されていないが、海外の公式サイトでは2015年2月発売と記されている。

## ツアー・プログラム
ワン・ダイレクションはこれまでにUp All Night Tour（2011年12月18日 - 2012年7月1日）、Take Me Home Tour（2013年2月23日 - 11月3日）、Where We Are Tour（2014年4月25日 - 10月5日）の3度のワールド・ツアーを行っている。ワールド・ツアーで日本のスケジュールが組み込まれたのはTake Me Home Tourからである。3回のワールド・ツアーでは各コンサート会場でツアー・プログラムが販売された。